# Solčava
Solčava (Sulzbach en allemand) est une commune située dans la région de la Basse-Styrie au nord de la Slovénie à la frontière autrichienne.

## Géographie
La commune est localisée au nord de la Slovénie au sein de la région montagneuse des Alpes kamniques.

### Villages
Les villages qui composent la commune sont Logarska Dolina, Podolševa, Robanov Kot et Solčava.
La localité obtient en 2021 le label Meilleurs villages touristiques de l'Organisation mondiale du tourisme.

## Démographie
Entre 1999 et 2021, la population de la commune est restée stable, légèrement supérieure à 500 habitants,.
Évolution démographique
| 1999 | 2000 | 2001 | 2002 | 2003 | 2004 | 2005 | 2006 | 2007 |
| ---- | ---- | ---- | ---- | ---- | ---- | ---- | ---- | ---- |
| 563  | 561  | 556  | 549  | 553  | 538  | 543  | 548  | 546  |
| 2008 | 2009 | 2010 | 2011 | 2012 | 2013 | 2014 | 2015 | 2016 |
| 537  | 505  | 515  | 517  | 516  | 518  | 523  | 504  | 514  |
| 2017 | 2018 | 2019 | 2020 | 2021 |      |      |      |      |
| 521  | 513  | 514  | 513  | 529  |      |      |      |      |